# 파스칼 오지에
파스칼 오지에(Pascale Ogier, 1958년 10월 26일 ~ 1984년 10월 25일)는 프랑스의 배우이다.

## 출연 작품
- 만월의 밤 (1984)
- 춘희 (1981)
- 북쪽에 있는 다리 (1981)
- 갈루아인 페르스발 (1978)